# Pietro Iantorni
Pietro Iantorni divenuto noto come Pierre Yantorny (Marano Marchesato, 28 maggio 1874 – Chevreuse Francia, 12 dicembre 1936) è stato uno stilista italiano naturalizzato francese che si definì "il bottier più costoso del mondo".
Le sue opere sono esposte al Metropolitan Museum of Art di New York, nel Los Angeles County Museum of Art e nel Musée de la chaussure di Romans-sur-Isère in Francia.

## Biografia
Figlio di Giuseppe, pastore, e di Maria Serpe, contadina, all'età di 17 anni si recò a Parigi in cerca di fortuna, dove giunse il 13 giugno 1891, con l'intento di trovare lavoro presso un calzolaio che gli era stato segnalato. Ma quando giunse a Parigi ebbe la delusione di apprendere che l'attività era stata chiusa cinque anni prima. Per circa 13 anni si adattò a fare i mestieri più disparati girando per la Francia, Genova e Londra, dove imparò il mestiere di calzolaio. Calzolaio-negoziante di calzature. Emigra in Francia intorno al 1884 e dopo qualche tempo viene segnalato da Parigi come anarchico. Costantemente vigilato, pur non avendo più dato luogo a rilievi di natura politica nel 1931 viene disposta la sua iscrizione in «Rubrica di frontiera» per il provvedimento di perquisizione e segnalazione. Nel 1904 Yantorny, come venne chiamato in Francia, aprì il suo primo negozio a Faubourg St. Honoré 96 e si specializzò in quattro modelli. Partecipò a un'Esposizione a Roma, nel 1904, dove vinse la medaglia d'oro e contemporaneamente iniziò a produrre calzature su misura e presentò il suo lavoro, l'anno dopo nel 1905, alla mostra al "Palais de la Femme" a Parigi. Fu notato e lodato da "Le Panthéon de l'industrie", ma la sua ambizione lo spinse a puntare più in alto e decise di trasferire le sue attività a Place Vendôme, luogo simbolo dell’eleganza e del lusso a Parigi. Appassionato di perfezione e sperimentatore, Yantorny sviluppò un modello di scarpa impermeabile e antimacchia prodotto in sei mesi di lavoro: la scarpa, realizzata con piccole piume di colibrì, fu brevettata nel 1908. Da allora in poi, Yantorny divenne "il più costoso calzolaio del mondo". Parlava correntemente tre lingue, italiano, francese e inglese, ma non sapeva ne leggere ne scrivere.
Alla sua morte, avvenuta nel 1936, la notizia fu riportata in modo più evidente sulla stampa statunitense rispetto a quella francese.
(Buffalo Courier-Express, 17 dicembre 1936)
La cosa non sorprende, poiché la maggior parte della sua clientela era rappresentata da facoltose signore americane che venivano a Parigi, di tanto in tanto, per vestirsi alla moda con i modelli Callot Soeurs, Jeanne Hallée, Maison Paquin, Doucet o Poiret.
Ad eccezione della donazione fatta da André Méunier, nipote di Yantorny, al Musée de la chaussure di Romans (collezione personale di Yantorny con il diario, lettere di clienti e scarpe), ciò che rimane della distinta produzione del bottier proviene dagli armadi di queste donne americane molto ricche, ed è ora un patrimonio conservato nei principali musei di tutto il mondo
.

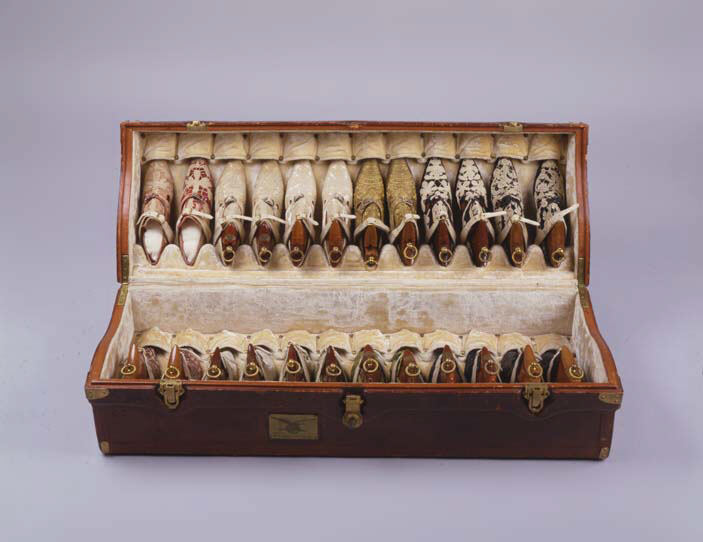
Uno dei due bauli di Pietro Iantorni realizzato per la signora Rita de Acosta Lydig, MET, New York

Il Metropolitan Museum of Art di New York possiede parecchie scarpe, grazie ad una donazione fatta, nel 1959, al Museo di Brooklyn, da Mercedes de Acosta, sorella di Rita de Acosta Lydig (1880-1929), "una prominente socialité di New York", che commissionò diverse centinaia di paia di scarpe a Pierre Yantorny. Il Museo ospita anche due bauli, espressamente realizzati per Rita de Acosta Lydig, uno dei quali proveniente dalla collezione di Capezio Inc., con modelli degli anni 1910. Alcuni modelli erano di uso quotidiano, altri "fatti di velluto antico, pizzo, damasco e ricamo, con i loro tacchi esagerati in stile Luigi XV e le dita a punta". Lo stesso stile delle scarpe indossate da Rita de Acosta Lydig nel ritratto del pittore italiano Giovanni Boldini.
Il Metropolitan di New York possiede tredici modelli realizzati da Yantorny negli anni 1920 per "Mrs. Edward G. Sparrow, (nata Catherine D. Groth) di New York, la cui famiglia del marito aveva vasti possedimenti di legname a Lansing, nel Michigan. "Uno di questi è lo stesso modello di un altro dono della coppia di John E. Roosevelt nel 1976.

## Galleria d'immagini

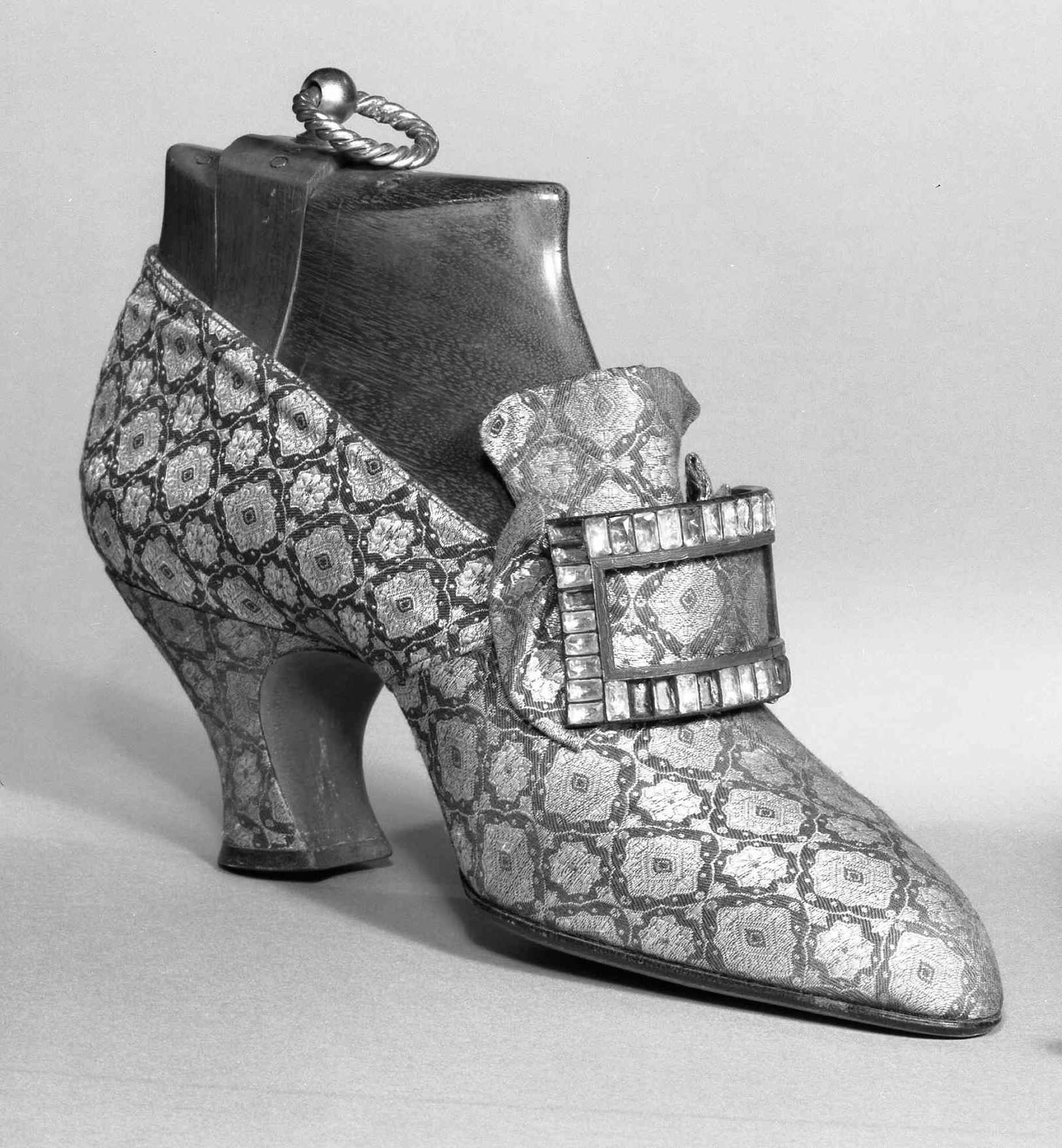
Scarpa da sera, Metropolitan Museum of Art (MET) New York
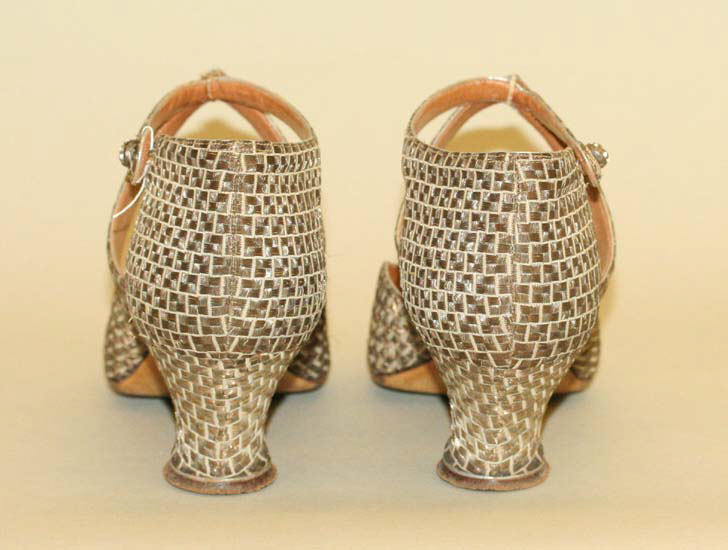
Scarpe da sera, MET
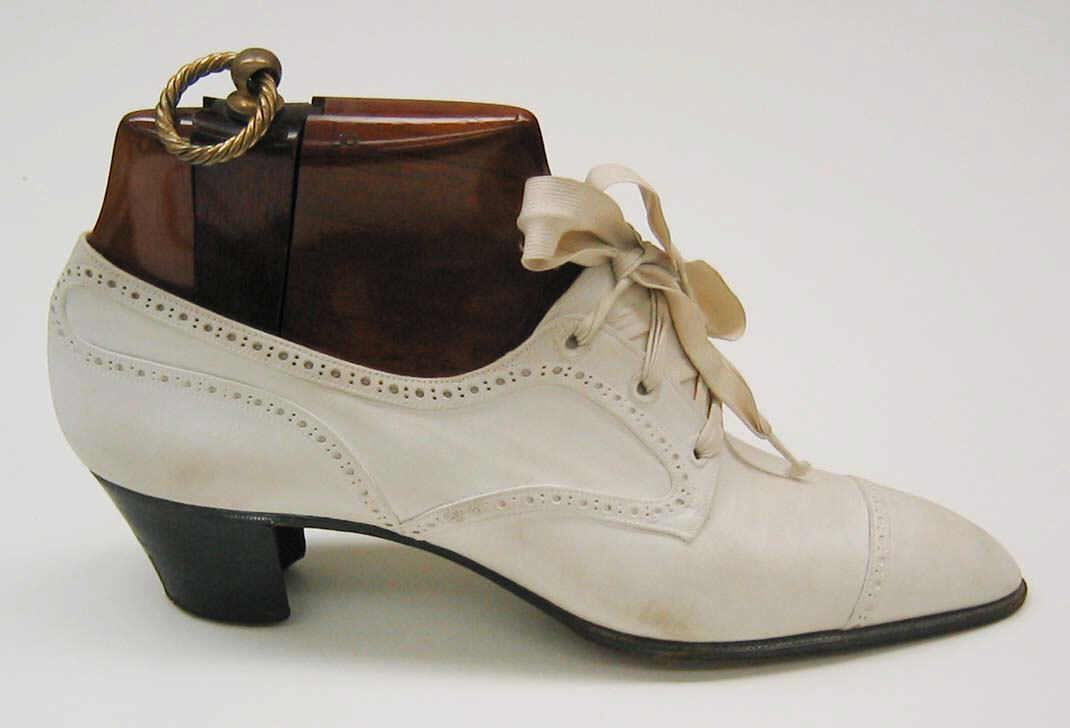
Scarpa da passeggio, MET
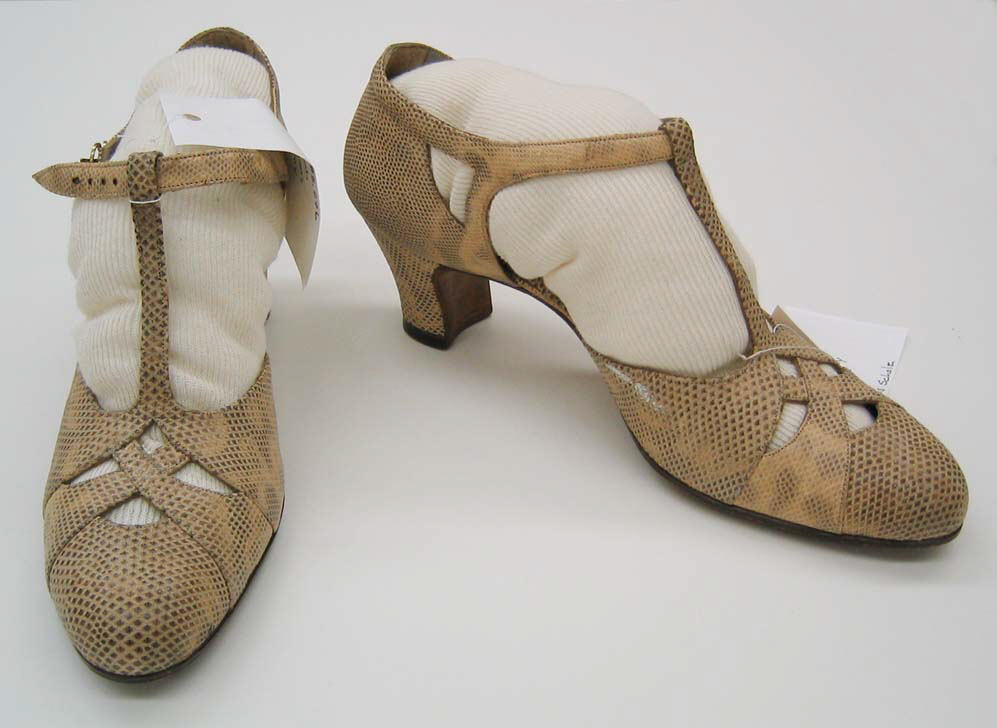
Scarpe da passeggio, MET
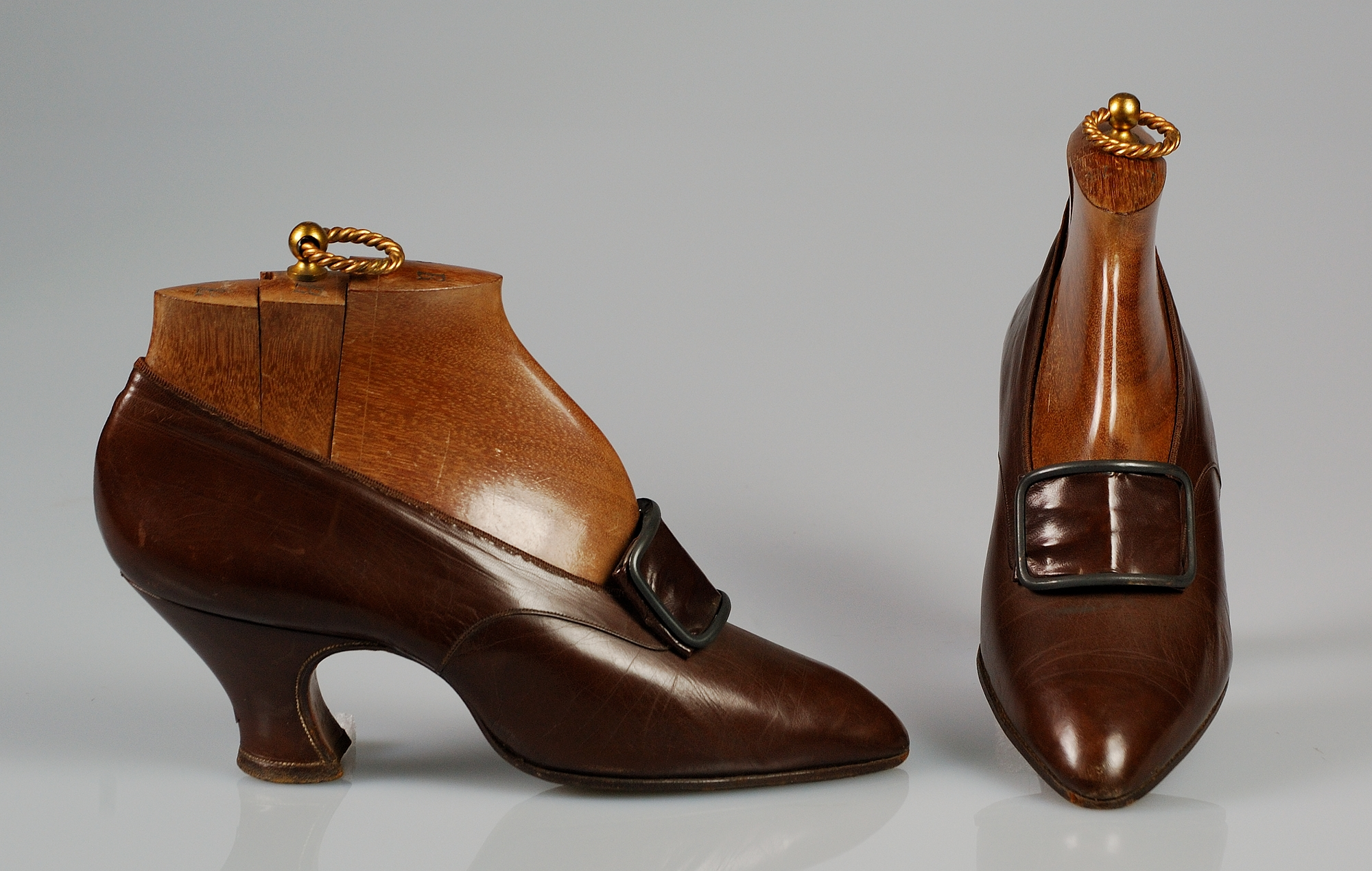
Scarpe chiuse da passeggio, MET
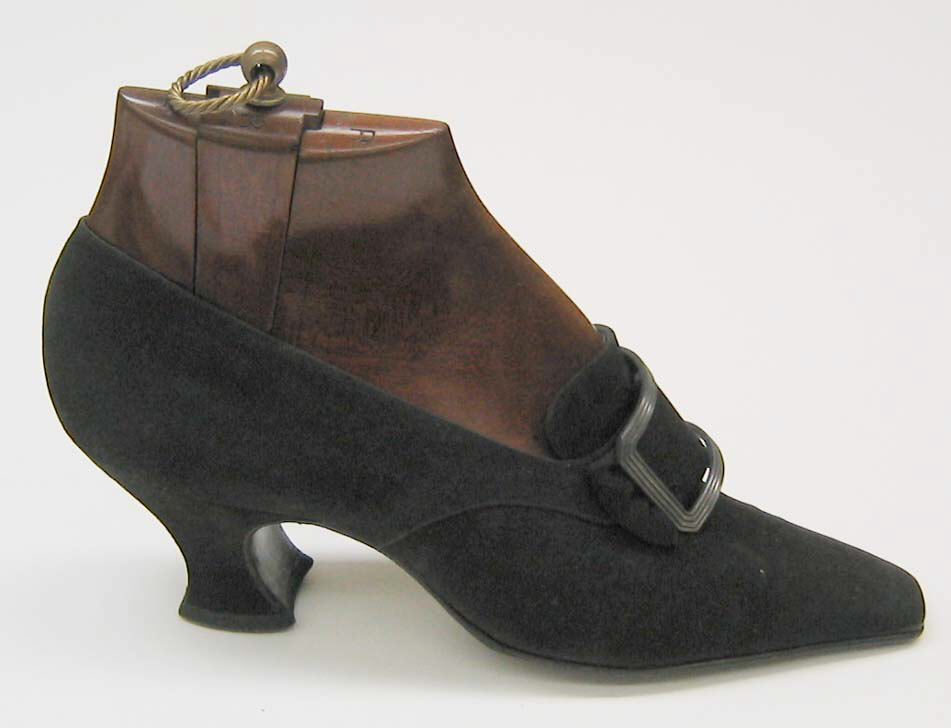
Scarpa da sera, MET
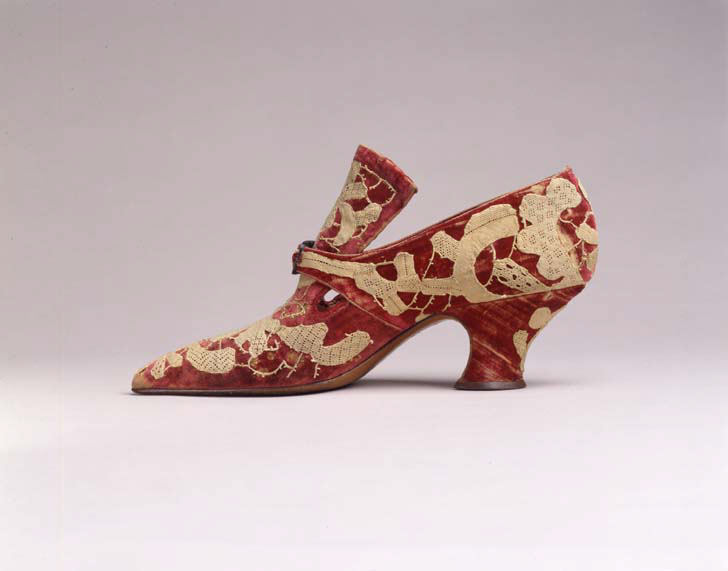
Scarpa da sera, MET